# Rima Valentienė
Rima Valentienė (ur. 10 czerwca 1978 w Wiłkomierzu) – litewska koszykarka, występująca na pozycji rozgrywającej, reprezentantka kraju. Po zakończeniu kariery zawodniczej trenerka koszykarska, od 2024 trenerka Kibirkšties-MRU Wilno.

## Osiągnięcia
Na podstawie, o ile nie zaznaczono inaczej..

### Drużynowe
- Mistrzyni:
  - Ligi Bałtyckiej (2000–2009, 2011, 2012, 2014)
  - Litwy (2000–2009, 2011–2015)[3][4][5][6][7][8][9][10]
- Wicemistrzyni:
  - Łotwy (2010)[11]
  - Litwy (2010)[12]
- 3. miejsce w Eurolidze (2005, 2012)
- 4. miejsce w Eurolidze (2006)
- Zdobywczyni Pucharu Litwy (2011–2015)[6][7][8][9][10]
- Uczestniczka międzynarodowych rozgrywek:
  - Euroligi (2000–2009, 2010–2014)
  - Eurocup (2014/2015)
  - Pucharu Ronchetti (1998–2000)

### Indywidualne
(* – nagrody przyznane przez portal eurobasket.com)
- Zaliczona do*:
  - I składu:
    - ligi litewskiej (2010)[12]
    - zawodniczek krajowych ligi litewskiej (2010)[12]

  - II składu ligi łotewskiej (2010)[11]
- Uczestniczka meczu gwiazd ligi litewskiej (2012)[7]

### Reprezentacja
Seniorska
- Uczestniczka:
  - mistrzostw:
    - świata (1998 – 6. miejsce, 2006 – 6. miejsce)
    - Europy (2001 – 4. miejsce, 2005 – 4. miejsce, 2007 – 6. miejsce, 2009 – 11. miejsce, 2011 – 7. miejsce)

  - kwalifikacji do mistrzostw Europy (2001, 2005, 2009, 2011)

Młodzieżowe
- Uczestniczka  mistrzostw Europy U–18 (1996 – 10. miejsce)